# Taitadrossel
Die Taitadrossel (Turdus helleri) ist eine seltene Singvogelart aus der Familie der Drosseln, die in den Taita Hills in Kenia endemisch ist. Benannt wurde sie nach dem Zoologen Edmund Heller (1875–1939), der 1911 das Typusexemplar dieser Art gesammelt hatte.

## Beschreibung
Die Taitadrossel wurde ursprünglich als Unterart der Kapdrossel (Turdus olivaceus) angesehen, gilt aber seit 1985 als eigenständige Art. Sie erreicht eine Länge von 20 bis 22 cm und ein Gewicht von 53 bis 89 g. Kopf, Brust und Oberseite sind dunkel gefärbt. Die Unterseite ist weiß und die Flanken sind rostbraun getönt. Augen und Schnabel weisen ein helles Orange auf. Um die Iris verläuft ein schmaler Augenring. Die Beine sind orange-gelb.

## Verbreitung
Die Taitadrossel kommt ausschließlich in vier voneinander unabhängigen kleinen Waldparzellen in den Taita Hills in Kenia vor. Diese sind Mbololo mit ca. 200 ha, Ngangao mit ca. 92 ha, Chawia mit ca. 50 ha und Yale mit 2 ha.

## Lebensweise
Sie ist auf montane Nebelwälder beschränkt, obwohl die Bereiche, in denen sie vorkommt, in der Vergangenheit stark abgeholzt wurden. Sie vermeidet sekundäre Wälder, Buschvegetation und kultivierte Areale. Trotz extensiver Forschungen sind nur wenige Wanderungen zwischen den einzelnen Waldfragmenten festgestellt werden. Die Taitadrossel bevorzugt schattige Areale mit dichtem Untergestrüpp, mit einer dicken Humusschicht oder Areale mit wenig oder keiner Pflanzenbedeckung. Am häufigsten ist sie im ungestörten Wald von Mbololo, versteckt im dichten Unterholz, anzutreffen. Hier leben 78 % des Weltbestandes. Am seltensten ist sie in Chawia, wo das Blätterdach licht und das Untergestrüpp sehr verbuscht ist. Ihre Nahrung besteht überwiegend aus Früchten. Sie hat eine monogame Lebensweise und ist erdgebunden. Selten hält sie sich mehr als 2 m über dem Boden auf. Die Brutzeit ist zwischen Januar und Juli. Das Gelege besteht aus ein bis drei Eiern.

## Gefährdung
Die Taitadrossel ist eine der seltensten und gefährdetsten Vogelarten Kenias. Der endemische Wald musste in weiten Teilen der Region der Abholzung weichen. Diese kultivierten Bereiche wurden dann meist mit nicht heimischem Nutzholz wieder aufgeforstet. Zudem kommt noch in Chawia ein unausgewogenes Geschlechterverhältnis hinzu. Auf zehn Männchen kommt ein Weibchen. Derzeit liegt der Weltbestand bei 1350 Exemplaren und droht aufgrund der schlechten Reproduktionsrate rapide abzusinken.